# Дагоберт од Пизе
Дагоберт од Пизе (умро 1105), такође познат и као Дамберт, је био први надбискуп Пизе (1092—1105) и латински патријарх Јерусалима од 1099. до 1102. године. 

## Детињство и младост
О Дагобертовом пореклу и раном животу мало се зна. Средином 1080-тих је постављен на место бискупа Пизе. Био је један од најватренијих присталица Хенрија IV током борбе за инвеституру. Међутим, променио је страну и постао је веома близак са Матилдом од Тоскане која је подржавала папу. Преко Матилде је стекао наклоност папе Урбана II који је 1088. године потврдио његово звање иако су се томе противили локални свештеници и Петар од Пистоје. Дагоберт је учествовао у политичком и градском животу Пизе. До 1092. године стекао је наклоност становништва и свештенства те је унапређен за надбискупа. Године 1094-5. пратио је Урбана на његовој турнеји по Европи учествујући на саборима у Пјаченци и Клермону. Године 1098. био је папски легат код Алфонса VI од Кастиље. Помагао је при реорганизацији цркава изграђених на територијама освојених од муслимана.

## Боравак у Светој земљи
Након завршетка Првог крсташког рата и формирања крсташких држава у Светој земљи, хришћани су кренули са ширењем своје власти широм Леванта. Антиохијски кнез Боемунд Тарентски је, међутим, нападао и византијске луке на обали Средоземља. Једна од њих била је и Латакеја коју је Византинцима предао Боемундов саборац Ремон од Тулуза. Боемундовим крсташима је у помоћ пристигла пизанска флота. Пиза је у то време била у рату са Византијом те јој је одговарало непријатељство Алексија и Боемунда. Флотом је командовао Дагоберт кога је папа Паскал послао да реши спор који је у Јерусалиму настао око патријаршке столице. На интервенцију Ремона од Тулуза, Пизанци су одустали од опсаде. Сазнавши за долазак крсташа који су ослободили Јерусалим од муслимана, Дагоберт их је грлио и љубио, лијући сузе уз речи:
"Поздрављам вас, вас, синове и пријатеље живота Бога, који нисте оклевали да, напустивши породице и домове, тако далеко од отаџбине, усред толиких варварских народа, у славу нашег Господа изложите животе и највећим опасностима. Никада хришћанска војска није учинила већи подвиг". 
Ремон од Тулуза био је сумњичав према оваквом Дагобертовом ставу, а за то је имао и разлога јер Дагоберт није раскинуо савез са Боемундом. Два савезника заједно су отишла на ходочашће у Јерусалим и 21. децембра 1099. године их је у граду примио "бранилац Светог гроба" Готфрид Бујонски. Већ првог дана је на Дагобертову иницијативу покренуто питање патријарха. На месту патријарха налазио се Арнулф од Роа. Убрзо након завршетка рата је настао спор између Арнулфа и православних хришћана и сиријских хришћана око неких црквених обреда. Дагоберт је био надлежан за решавање спора. Истовремено умире Готфрид Бујонски те је настао проблем око наслеђа. Дагобертов кандидат био је Боемунд Тарентски. Међутим, појавила се нова личност, Балдуин I од Едесе, Готфридов брат. Дагоберт је јавио Боемунду да зароби Балдуина који је из Едесе са војском кренуо ка Јерусалиму. Међутим, сам Боемунд је тада заробљен у бици код Мелитене (заједно са Ричардом од Салерна) од стране Данишменда предвођених Малик Газијем. 
Видевши да су му планови пропали, Дагоберт се повукао у цркву на Сионском брду. Неколико дана након уласка у Јерусалим, Балдуин је кренуо у поход на мулсимане ка југу продирући до јужне обале Мртвог мора. Тим војним подухватом дефинитивно је учврстио своју власт те га је Дагоберт морао крунисати за краља у Богородичној цркви у Витлејему на Божић 1100. године. Дагоберт је убрзо оптужен за корупцију те га је Балдуин протерао из Јерусалима 1102. године. Његово место заузео је патријарх Ебрамар. Склонио се у Антиохију код Боемундовог нећака Танкреда Галилејског. Доласком новог папског легата 1105. године Дагоберт је и званично смењен. Повукао се у Италију где је умро исте године.